# Блекстоун (Вирџинија)
Блекстоун (енгл. Blackstone) град је у америчкој савезној држави Вирџинија. По попису становништва из 2010. у њему је живело 3.621 становника.

## Демографија
Према попису становништва из 2010. у граду је живело 3.621 становника, што је 54 (1,5%) становника мање него 2000. године.
| Група             | 2000.         | 2010.         |
| Белци             | 1.834 (49,9%) | 1.611 (44,5%) |
| Афроамериканци    | 1.705 (46,4%) | 1.760 (48,6%) |
| Азијати           | 26 (0,7%)     | 15 (0,4%)     |
| Хиспаноамериканци | 88 (2,4%)     | 192 (5,3%)    |
| Укупно            | 3.675         | 3.621         |